# International Cheer Union
International Cheer Union (ICU) är ett internationellt förbund med 116 medlemsländer som verkar för globalt samarbete och utveckling av sporten cheerleading samt årligen arrangerar VM.

## Medlemmar
- Afrika
  -  Botswana
  -  Burundi
  -  Egypten
  -  Elfenbenskusten
  -  Ghana
  -  Kamerun
  -  Kenya
  -  Mali
  -  Marocko
  -  Namibia
  -  Nigeria
  -  Rwanda
  -  Sydafrika
  -  Tanzania
  -  Uganda
  -  Zambia
  -  Zimbabwe
- Amerika
  -  Amerikanska Jungfruöarna
  -  Anguilla
  -  Argentina
  -  Bahamas
  -  Barbados
  -  Bolivia
  -  Brasilien
  -  Brittiska Jungfruöarna
  -  Chile
  -  Colombia
  -  Costa Rica
  -  Dominikanska republiken
  -  Ecuador
  -  El Salvador
  -  Franska Guyana
  -  Guatemala
  -  Haiti
  -  Honduras
  -  Jamaica
  -  Kanada
  -  Mexiko
  -  Panama
  -  Peru
  -  Puerto Rico
  -  Saint Kitts och Nevis
  -  Surinam
  -  Trinidad och Tobago
  -  USA
  -  Venezuela
- Asien
  -  Filippinerna
  -  Förenade arabemiraten
  -  Hongkong
  -  Indien
  -  Indonesien
  -  Japan
  -  Kazakstan
  -  Kina
  -  Kinesiska Taipei
  -  Kirgizistan
  -  Laos
  -  Macao
  -  Malaysia
  -  Mongoliet
  -  Pakistan
  -  Sydkorea
  -  Saudiarabien
  -  Singapore
  -  Sri Lanka
  -  Thailand
  -  Uzbekistan
  -  Vietnam
- Europa
  -  Armenien
  -  Azerbajdzjan
  -  Belarus
  -  Belgien
  -  Bosnien och Hercegovina
  -  Bulgarien
  -  Danmark
  -  Estland
  -  Finland
  -  Frankrike
  -  Georgien
  -  Grekland
  -  Irland
  -  Israel
  -  Italien
  -  Kroatien
  -  Lettland
  -  Luxemburg
  -  Moldavien
  -  Montenegro
  -  Nederländerna
  -  Nordmakedonien
  -  Norge
  -  Polen
  -  Rumänien
  -  Ryssland
  -  San Marino
  -  Schweiz
  -  Serbien
  -  Slovakien
  -  Slovenien
  -  Spanien
  -  Storbritannien
    -  England
    -  Gibraltar
    -  Guernsey
    -  Nordirland
    -  Skottland
    -  Wales

  -  Sverige
  -  Tjeckien
  -  Tyskland
  -  Ukraina
  -  Ungern
  -  Österrike
- Oceanien
  -  Amerikanska Samoa
  -  Australien
  -  Guam
  -  Nya Zeeland